# Holocausto de la Morte
Holocausto de la Morte è un album del gruppo musicale death metal Necrophagia, pubblicato nel 1998. È l'unico disco del gruppo a presentare il cantante Phil Anselmo dei Pantera come chitarrista.

## Tracce
1. Bloodfreak
2. Embalmed Yet I Breathe
3. The Cross Burns Black
4. Deep Inside, I Plant the Devils Seed
5. Burning Moon Sickness
6. Cadaverous Screams of My Deceased Lover
7. Children of the Vortex
8. Hymns of Divine Genocide

## Formazione
- Phil Anselmo - chitarra
- Wayne Fabra - batteria
- Dustin Havnen - basso
- Killjoy - voce